# Saint-André-lez-Lille
Pour les articles homonymes, voir Saint-André.
Saint-André-lez-Lille est une commune française, située dans le département du Nord en région Hauts-de-France. Elle fait partie de la Métropole européenne de Lille.

## Géographie
Communes voisines : Lille, La Madeleine, Wambrechies, Lambersart, Marquette-lez-Lille, Verlinghem.

### Communes limitrophes

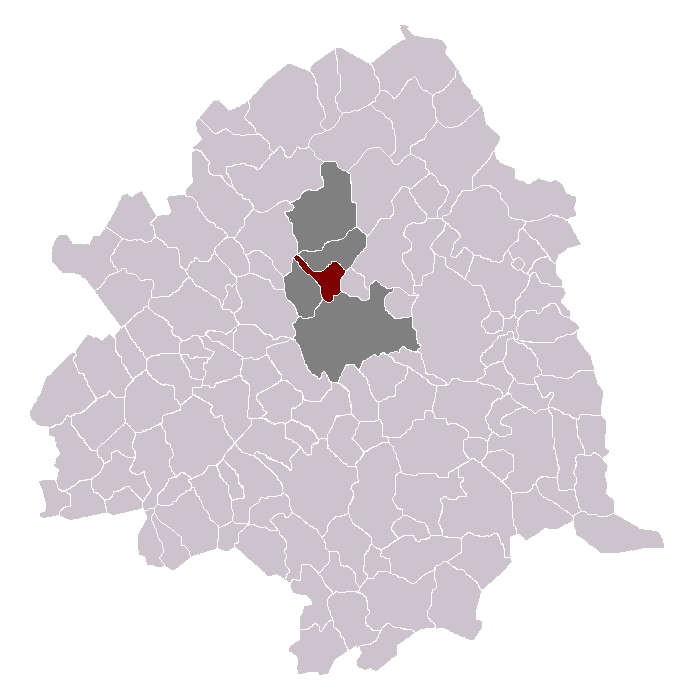
Saint-André-lez-Lille dans son canton et son arrondissement

| Verlinghem | Wambrechies           | Marquette-lez-Lille |
| Lambersart | Saint-André-lez-Lille | La Madeleine        |
|            | Lille                 |                     |

### Hydrographie

#### Réseau hydrographique
La commune est située dans le bassin Artois-Picardie. Elle est drainée par le canal de la Deûle, la Cessoie et divers autres petits cours d'eau,.
Le canal de la Deûle est un canal, chenal navigable, d'une longueur de 59 km, prend sa source dans la commune de Douai et se jette  dans la Lys à Deûlémont, après avoir traversé 40 communes. 

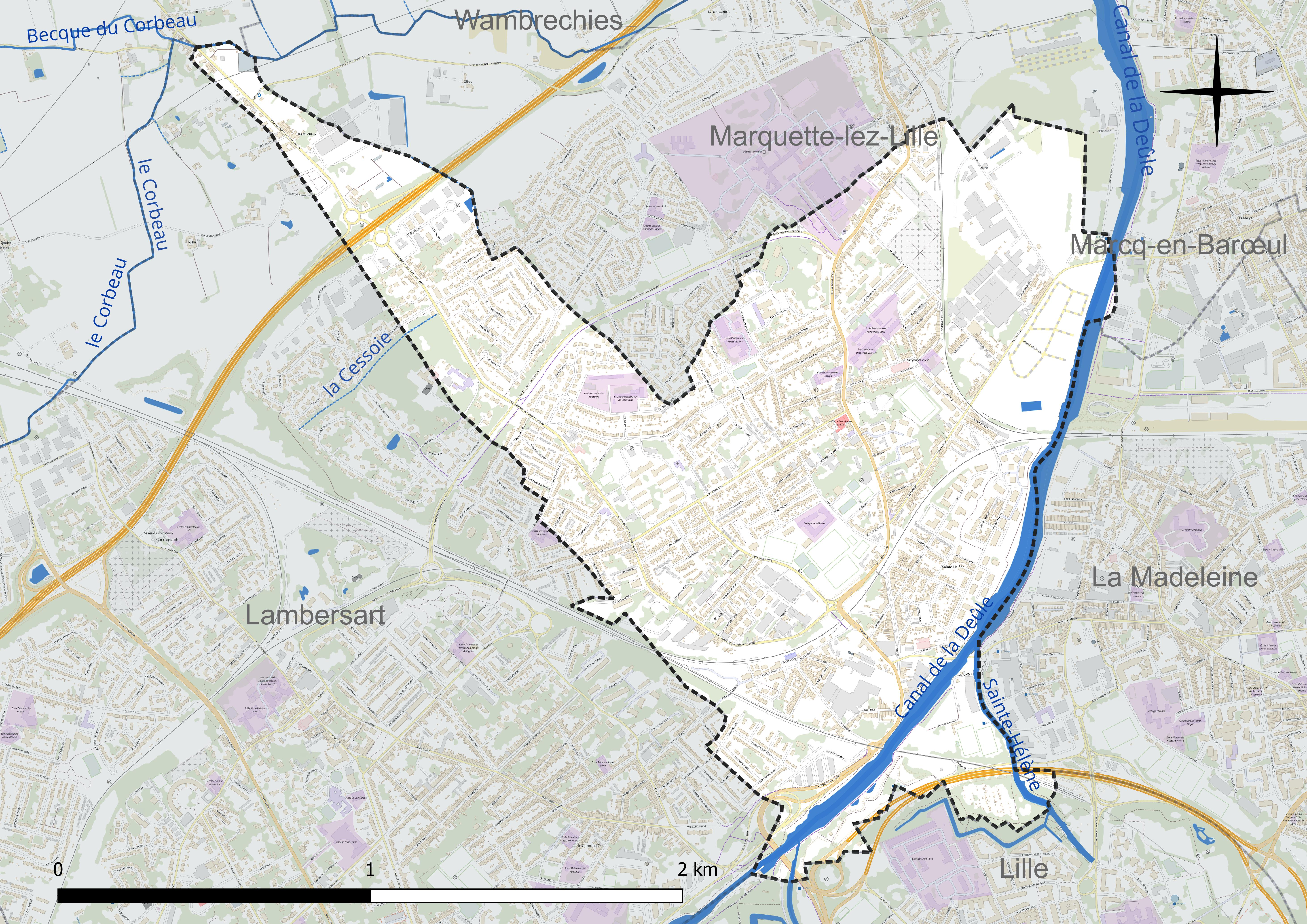
Réseau hydrographique de Saint-André-lez-Lille.

#### Gestion et qualité des eaux
Le territoire communal est couvert par le schéma d'aménagement et de gestion des eaux (SAGE) « Marque Deûle ». Ce document de planification concerne un territoire de 1 120 km2 de superficie, délimité par les bassins versants de la Marque et de la Deûle, formant une vaste cuvette sédimentaire de 40 km de long et de 25 km de large, où la pente est très faible. Le périmètre a été arrêté le 2 décembre 2005 et le SAGE proprement dit a été approuvé le 9 mars 2020. La structure porteuse de l'élaboration et de la mise en œuvre est la Métropole européenne de Lille. 
La qualité des cours d'eau peut être consultée sur un site dédié géré par les agences de l'eau et l'Agence française pour la biodiversité. 

### Climat
Pour des articles plus généraux, voir Climat des Hauts-de-France et Climat du Nord.
En 2010, le climat de la commune est de type climat océanique dégradé des plaines du Centre et du Nord, selon une étude du CNRS s'appuyant sur une série de données couvrant la période 1971-2000. En 2020, Météo-France publie une typologie des climats de la France métropolitaine dans laquelle la commune est exposée à un climat océanique et est dans la région climatique  Nord-est du bassin Parisien, caractérisée par un ensoleillement médiocre, une pluviométrie moyenne régulièrement répartie au cours de l'année et un hiver froid (3 °C). 
Pour la période 1971-2000, la température annuelle moyenne est de 10,7 °C, avec une amplitude thermique annuelle de 14,1 °C. Le cumul annuel moyen de précipitations est de 689 mm, avec 11,9 jours de précipitations en janvier et 8,7 jours en juillet. Pour la période 1991-2020, la température moyenne annuelle observée sur la station météorologique la plus proche, située sur la commune de Lesquin à 9 km à vol d'oiseau, est de 11,3 °C et le cumul annuel moyen de précipitations est de 740,0 mm,. Pour l'avenir, les paramètres climatiques de la commune estimés pour 2050 selon différents scénarios d'émission de gaz à effet de serre sont consultables sur un site dédié publié par Météo-France en novembre 2022.

## Urbanisme

### Typologie
Au 1er janvier 2024, Saint-André-lez-Lille est catégorisée grand centre urbain, selon la nouvelle grille communale de densité à sept niveaux définie par l'Insee en 2022.
Elle appartient à l'unité urbaine de Lille (partie française), une agglomération internationale regroupant 60  communes, dont elle est une commune de la banlieue,,. Par ailleurs la commune fait partie de l'aire d'attraction de Lille (partie française), dont elle est une commune du pôle principal,. Cette aire, qui regroupe 201 communes, est catégorisée dans les aires de 700 000 habitants ou plus (hors Paris),.

### Occupation des sols
L'occupation des sols de la commune, telle qu'elle ressort de la base de données européenne d'occupation biophysique des sols Corine Land Cover (CLC), est marquée par l'importance des territoires artificialisés (94,9 % en 2018), en augmentation par rapport à 1990 (93,7 %). La répartition détaillée en 2018 est la suivante : 
zones urbanisées (56,3 %), zones industrielles ou commerciales et réseaux de communication (31,4 %), espaces verts artificialisés, non agricoles (7,3 %), zones agricoles hétérogènes (5,1 %). L'évolution de l'occupation des sols de la commune et de ses infrastructures peut être observée sur les différentes représentations cartographiques du territoire : la carte de Cassini (XVIIIe siècle), la carte d'état-major (1820-1866) et les cartes ou photos aériennes de l'IGN pour la période actuelle (1950 à aujourd'hui).

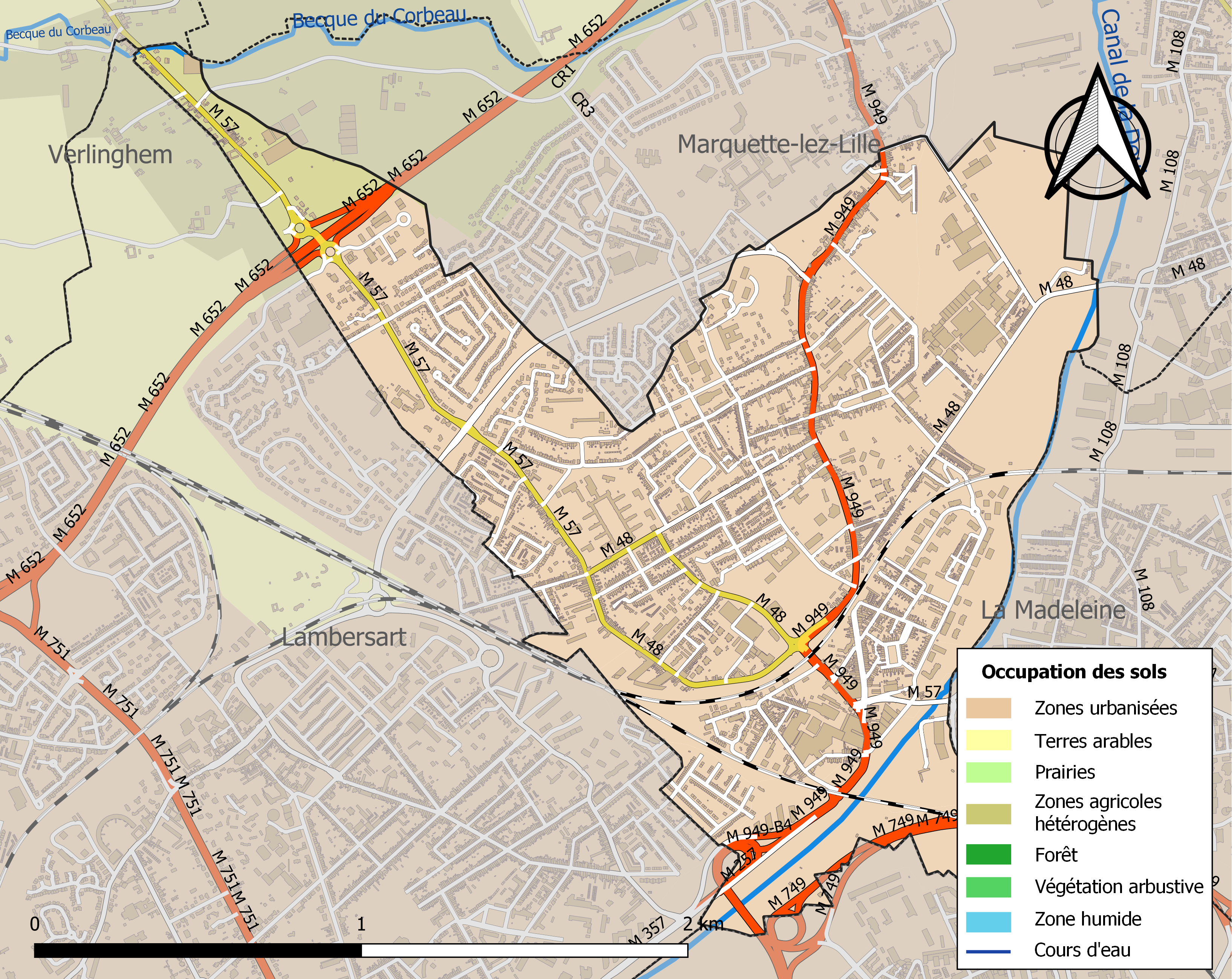
Carte des infrastructures et de l'occupation des sols de la commune en 2018 (CLC).

### Voies de communication et transports
La gare de Saint-André est desservie par des trains TER Hauts-de-France effectuant des missions entre les gares de Lille-Flandres et d'Hazebrouck.
La commune est desservie, en 2023, par les Lianes 1 et 90, les lignes 50, CO3, 907, 923, 924 et par la ligne de transport à la demande 77R du réseau Ilévia.

## Toponymie
St-Andries en flamand.
Lille est une ville dont l'émergence au milieu d'un territoire marécageux parcouru par les multiples bras de la Deûle date des environs de l'an 1000. Un quartier également nommé « faubourg Saint-Pierre » se développe au XIIIe siècle l'extérieur des remparts originels de la ville qui entouraient le castrum autour d'une première église Saint-André (démolie en 1784). Cette agglomération autour de la route de Lille à Ypres à l'emplacement de l'actuelle rue Saint-André est constituée en paroisse en 1273.
De nouveaux remparts sont construits de 1667 à 1670 pour défendre la ville conquise par Louis XIV, et la moitié de la paroisse « Saint-André » se retrouve en dehors de cette enceinte.
Ce quartier hors les murs, le « faubourg Saint-André » devient progressivement un village, puis une commune distincte de Lille en 1789 qui garde le nom de « Saint-André ».
Comme il y a beaucoup de Saint-André en France, on rajouta « lez Lille » pour la distinguer des autres.
On écrit bien « lez » et non « les », car ce petit mot signifie « à côté de ».

## Histoire
Lors de la construction de la ligne de chemin de fer Lille - Dunkerque au XIXe siècle, une hache de pierre et des fragments de poteries furent découverts sur le territoire de Saint-André. Ces vestiges du passé attestent de l'installation de peuplades gauloises sur ces terres.
La Basse Deûle et les rivières de la région attirent en effet les populations de l'époque car la présence de l'eau leur permet de pratiquer la pêche et la chasse.
Plus tard, alors que le royaume des Francs s'étend sur la région, les premiers habitants s'organisent en petites communautés pour effectuer le déboisement et la culture des terres : ce sont les villages francs et les manses carolingiennes.
La paroisse Saint-André de Lille fondée en 1273 à l'extérieur de l'enceinte de la ville, celle qui entourait le castrum, est à l'origine de la ville de Saint-André.
Son église était située à un emplacement compris entre les actuelles rues Saint-André et du Rempart.
Son territoire partage son sort contrasté avec celui de la ville de Lille.

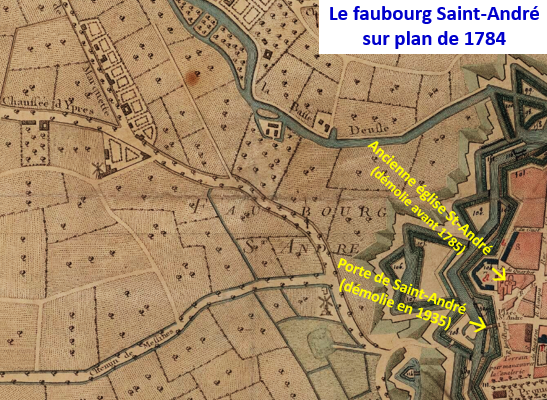
Faubourg Saint-André en 1784

En 1667-1668, Louis XIV, au cours de la guerre de Dévolution, conquiert la région lilloise, dont le traité d'Aix-la-Chapelle lui confirme la possession.
Cette conquête est suivie par la construction  par Vauban de la citadelle de Lille et d'une nouvelle enceinte fortifiée autour de la ville.
Cette enceinte intègre à l'intérieur de la ville agrandie une partie de la paroisse Saint-André où est aménagé un nouveau quartier s'étendant sur le territoire de la partie également annexée de la paroisse voisine de La Madeleine.
L'ancienne église paroissiale à l'intérieur de ce rempart est endommagée par les boulets lors du siège de 1708 puis démolie en 1784 et remplacée par celle de l'ancienne chapelle des Carmes rue Royale.
Le territoire à l'extérieur de la zone fortifiée, le « faubourg Saint-André » compris  dans la banlieue de Lille (territoire soumis à la juridiction du magistrat de Lille), se développe  le long des routes de Lille à Ypres et de Lille à Marquette.
La communication entre ce faubourg et l'intérieur de la ville de Lille passe par la porte Saint-André.
Le faubourg se constitue en commune  en 1790 conformément aux nouvelles institutions avec un premier maire élu. Sa limite avec la commune de Lille est celle de la zone fortifiée qui entourait la porte de Saint-André démolie en 1935 (actuellement parcours de la route D 749), celle avec la commune de La Madeleine le cours de la Basse Deûle à cette date (cours rectifié en 1882 au sud du pont Sainte-Hélène).
Saint-André est relié à Lille à partir de 1894 par la ligne de tramway hippomobile O, prolongée jusqu'à Wambrechies et convertie en traction électrique en 1904.
Cette ligne devient la ligne L puis à partir de 1955, la ligne C Wattignies-Wambrechies remplacée en 1963 par une ligne de bus.

## Héraldique
|  | Les armes de Saint-André-lez-Lille se blasonnent ainsi : "Coupé, en chef : de gueules à la porte de l'abbaye de Marquette d'or, et en pointe : d'azur aux trois manteaux d'hermine soutenus chacun par une épée en pal rangées en fasce." | Ancien blason |

## Politique et administration

### Liste des maires

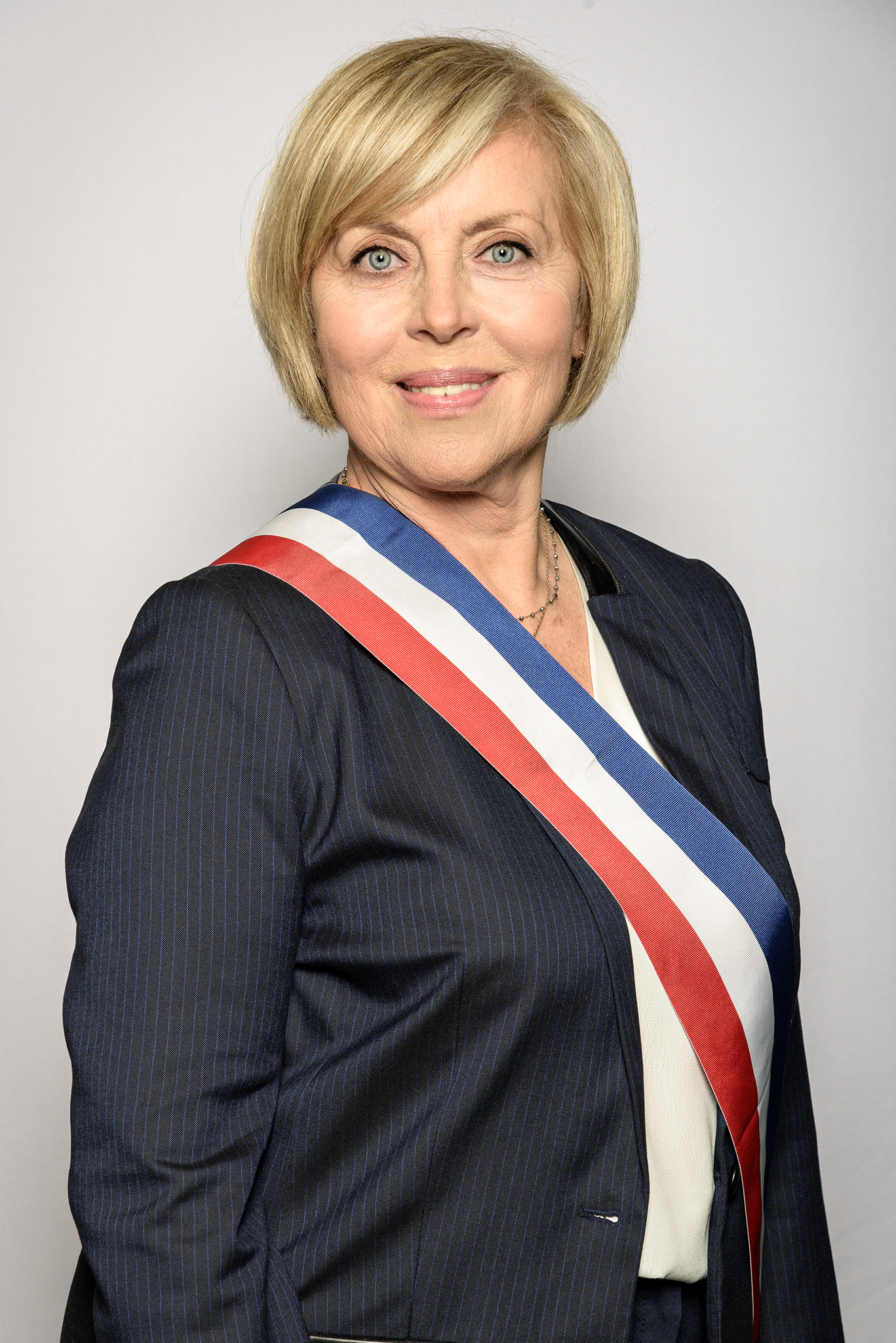
Élisabeth Masse, maire de Saint-André depuis 2017.

| Période                                  | Période                       | Identité        | Étiquette               | Qualité |
| ---------------------------------------- | ----------------------------- | --------------- | ----------------------- | --- |
| Les données manquantes sont à compléter. |                               |                 |                         | |
| 1802                                     | 1808                          | Ph. Jos. Butin, |                         | |
| Les données manquantes sont à compléter. |                               |                 |                         | |
| 1878                                     | 1888                          | Albert Legrand  | Républicain             | Fabricant de céruse Conseiller général de Lille-Ouest (1880 → 1892) Receveur particulier des finances de l'arrondissement de Doullens (1886 → 1899)                                            |
| Les données manquantes sont à compléter. |                               |                 |                         | |
| mai 1945                                 | avril 1969                    | Marcel Ducrocq  | MRP puis CD             | Conseiller général de Lille-Ouest (1951 → 1969) Décédé en fonction |
| 1969                                     | mars 1989                     | André Wauquier  |                         | |
| mars 1989                                | mars 2001                     | Paul Lauérière  | PS                      | Professeur, chargé de mission Vice-président de la CUDL Maire honoraire (2010) |
| mars 2001                                | décembre 2017                 | Olivier Henno   | UDF puis MoDem puis UDI | Cadre commercial Sénateur du Nord (2017 → ) Conseiller général de Lille-Ouest (2001 → 2015) Conseiller départemental de Lille-1 (2015 → 2021) Démissionnaire après son élection comme sénateur |
| décembre 2017                            | En cours (au 23 février 2022) | Élisabeth Masse | UDI                     | Cadre sage-femme au CHU de Lille Conseillère départementale de Lille-1 (2021 → ) Réélue pour le mandat 2020-2026                                                                               |

### Instances judiciaires et administratives
La commune relève du tribunal d'instance de Lille, du tribunal de grande instance de Lille, de la cour d'appel de Douai, du tribunal pour enfants de Lille, du tribunal de commerce de Tourcoing, du tribunal administratif de Lille et de la cour administrative d'appel de Douai.

## Population et société

### Démographie

#### Évolution démographique
L'évolution du nombre d'habitants est connue à travers les recensements de la population effectués dans la commune depuis 1793. Pour les communes de plus de 10 000 habitants les recensements ont lieu chaque année à la suite d'une enquête par sondage auprès d'un échantillon d'adresses représentant 8 % de leurs logements, contrairement aux autres communes qui ont un recensement réel tous les cinq ans,.

En 2022, la commune comptait 12 909 habitants, en évolution de +5,01 % par rapport à 2016 (Nord : +0,51 %, France hors Mayotte : +2,11 %).
| 1793 | 1800 | 1806 | 1821 | 1831 | 1836 | 1841 | 1846 | 1851 |
| ---- | ---- | ---- | ---- | ---- | ---- | ---- | ---- | ---- |
| 290  | 241  | 398  | 437  | 538  | 588  | 680  | 845  | 940  |

| 1856  | 1861  | 1866  | 1872  | 1876  | 1881  | 1886  | 1891  | 1896  |
| ----- | ----- | ----- | ----- | ----- | ----- | ----- | ----- | ----- |
| 1 210 | 1 467 | 1 567 | 1 761 | 1 816 | 2 053 | 2 315 | 2 530 | 2 769 |

| 1901  | 1906  | 1911  | 1921  | 1926  | 1931  | 1936  | 1946  | 1954  |
| ----- | ----- | ----- | ----- | ----- | ----- | ----- | ----- | ----- |
| 3 509 | 4 040 | 5 050 | 5 309 | 5 686 | 6 126 | 6 476 | 6 410 | 7 614 |

| 1962   | 1968   | 1975   | 1982   | 1990   | 1999   | 2006   | 2011   | 2016   |
| ------ | ------ | ------ | ------ | ------ | ------ | ------ | ------ | ------ |
| 10 070 | 11 757 | 12 443 | 10 821 | 10 098 | 10 113 | 10 792 | 11 524 | 12 293 |

| 2021   | 2022   | - | - | - | - | - | - | - |
| ------ | ------ | - | - | - | - | - | - | - |
| 12 942 | 12 909 | - | - | - | - | - | - | - |

#### Pyramide des âges
La population de la commune est relativement jeune.
En 2018, le taux de personnes d'un âge inférieur à 30 ans s'élève à 39,1 %, soit en dessous de la moyenne départementale (39,5 %). À l'inverse, le taux de personnes d'âge supérieur à 60 ans est de 20,0 % la même année, alors qu'il est de 22,5 % au niveau départemental.
En 2018, la commune comptait 6 169 hommes pour 6 797 femmes, soit un taux de 52,42 % de femmes, légèrement supérieur au taux départemental (51,77 %).
Les pyramides des âges de la commune et du département s'établissent comme suit.
| Hommes | Classe d’âge | Femmes |
| ------ | ------------ | ------ |
| 1,1    | 90 ou +      | 1,2    |
| 5,1    | 75-89 ans    | 9,3    |
| 11,0   | 60-74 ans    | 11,9   |
| 18,7   | 45-59 ans    | 19,0   |
| 23,4   | 30-44 ans    | 21,0   |
| 21,1   | 15-29 ans    | 19,9   |
| 19,6   | 0-14 ans     | 17,6   |

| Hommes | Classe d’âge | Femmes |
| ------ | ------------ | ------ |
| 0,5    | 90 ou +      | 1,4    |
| 5,3    | 75-89 ans    | 8,1    |
| 14,8   | 60-74 ans    | 16,2   |
| 19,1   | 45-59 ans    | 18,4   |
| 19,5   | 30-44 ans    | 18,7   |
| 20,7   | 15-29 ans    | 19,1   |
| 20,2   | 0-14 ans     | 18     |

### Cultes
La maison-mère des Bernardines se trouve à Saint-André-lez-Lille. Plus d'une quarantaine de religieuses de l'ordre vivent à l'abbaye Notre-Dame de la Plaine qui abrite aussi des écoles maternelle et primaire.

## Culture

### Lieux et monuments
- Le pavillon Louis XVI[29], du XVIIIe siècle, rue Vauban, classé monument historique en 1921.
- Chapelle Notre-Dame de la Barrière, rue Sadi Carnot, érigée fin XIXe siècle remplace l'ancienne détruite en 1793
- Église Saint-Paul[30], due à l'architecte Ludwik Peretz en 1965, avenue du Maréchal de Lattre de Tassigny.
- Église Saint-André : érigée fin XIXe siècle, place du Général De Gaulle.
- Abbaye Notre-Dame de la Plaine, avenue du Maréchal de Lattre de Tassigny.
- Église Sainte-Camille : elle est érigée au XIXe siècle, rue Vrau, lors du développement du quartier de Sainte-Hélène en plein essor industriel. Deux patrons chrétiens Philibert Vrau et Camille Féron-Vrau agissent pour la création d'une nouvelle paroisse. Un ancien atelier de travail du lin, datant de 1870, est donné par l'entreprise Féron-Vrau au diocèse en 1901 et devient l'église Sainte-Camille. Inaugurée en 1908, celle-ci devient une des 70 églises détenues par le diocèse, (la très grande majorité des églises sont la propriété des communes depuis 1905 et la loi de séparation des Églises et de l'État). Le bâtiment est agrandi et réaménagé en 1929. En 2005, son état s'est tellement détérioré qu'elle ne peut plus accueillir du public en vertu d'un arrêté de péril. La mairie envisage de la racheter pour réaménager le site mais ne trouve pas d'accord avec le diocèse sur le montant. En décembre 2021, l'édifice est vendu à un promoteur privé moyennant plusieurs conditions ( respect de l'histoire du bâtiment, pose d'une plaque commémorative, sauvegarde du calvaire et de la statue du Sacré-Cœur, de quelques vitraux et du mobilier liturgique) tout en respectant les règles d'urbanisme posées par la ville pour ce secteur[31]
- Gare de Saint-André.

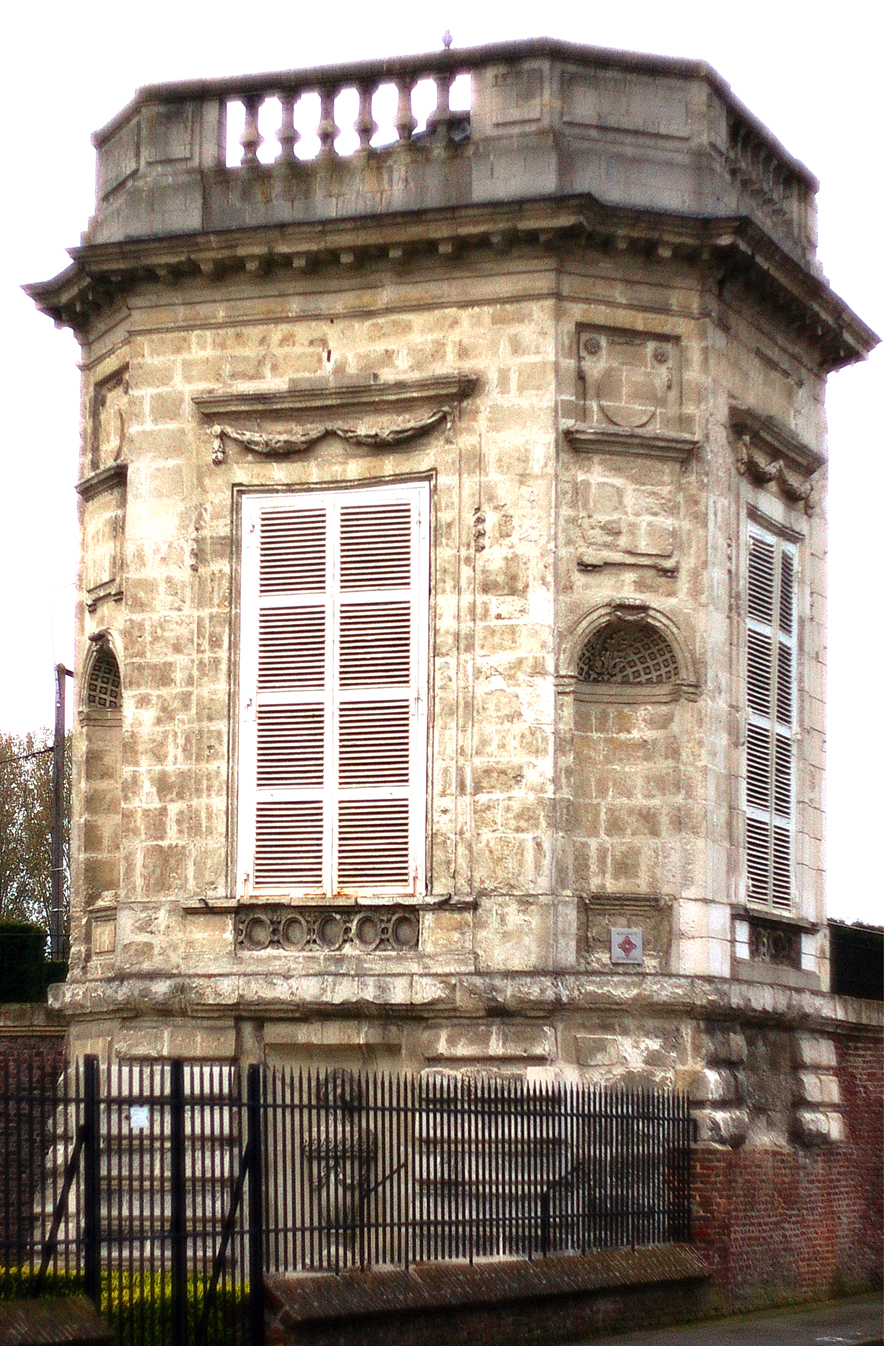
Le Belvédère se visite lors des Journées du Patrimoine
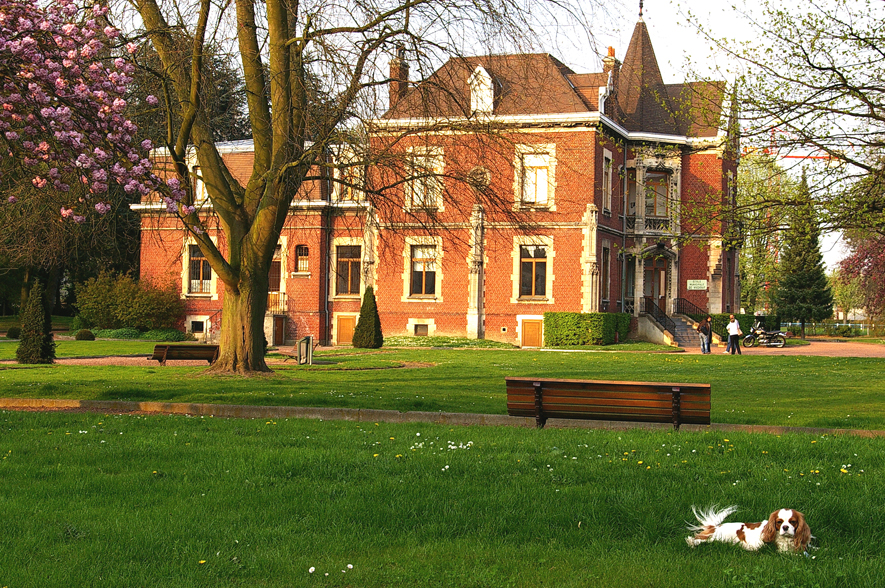
Le parc de l'École de Musique
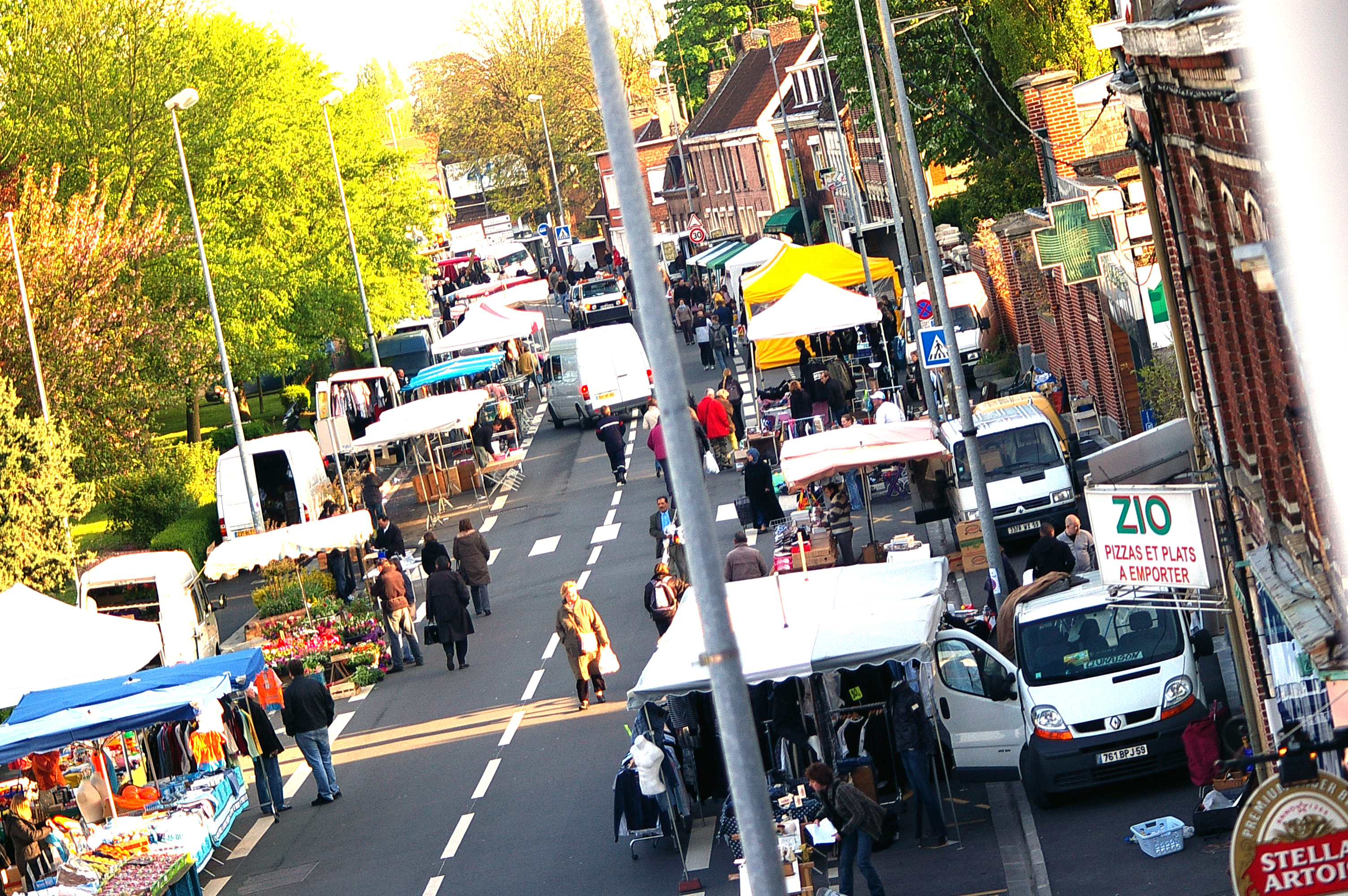
La Braderie du Muguet a lieu chaque 1er mai dans le centre-ville
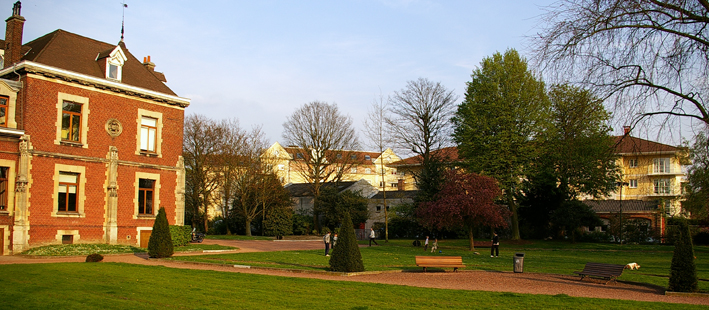
Des résidences remplacent les grandes propriétés bourgeoises avec parcs au cœur de la ville
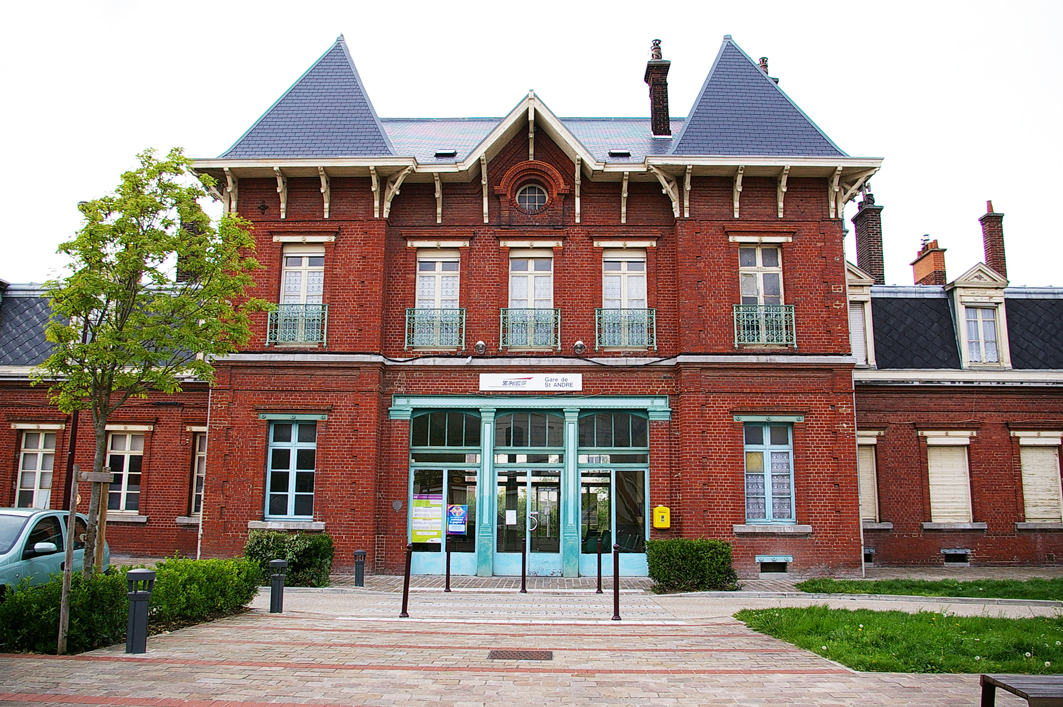
Gare SNCF
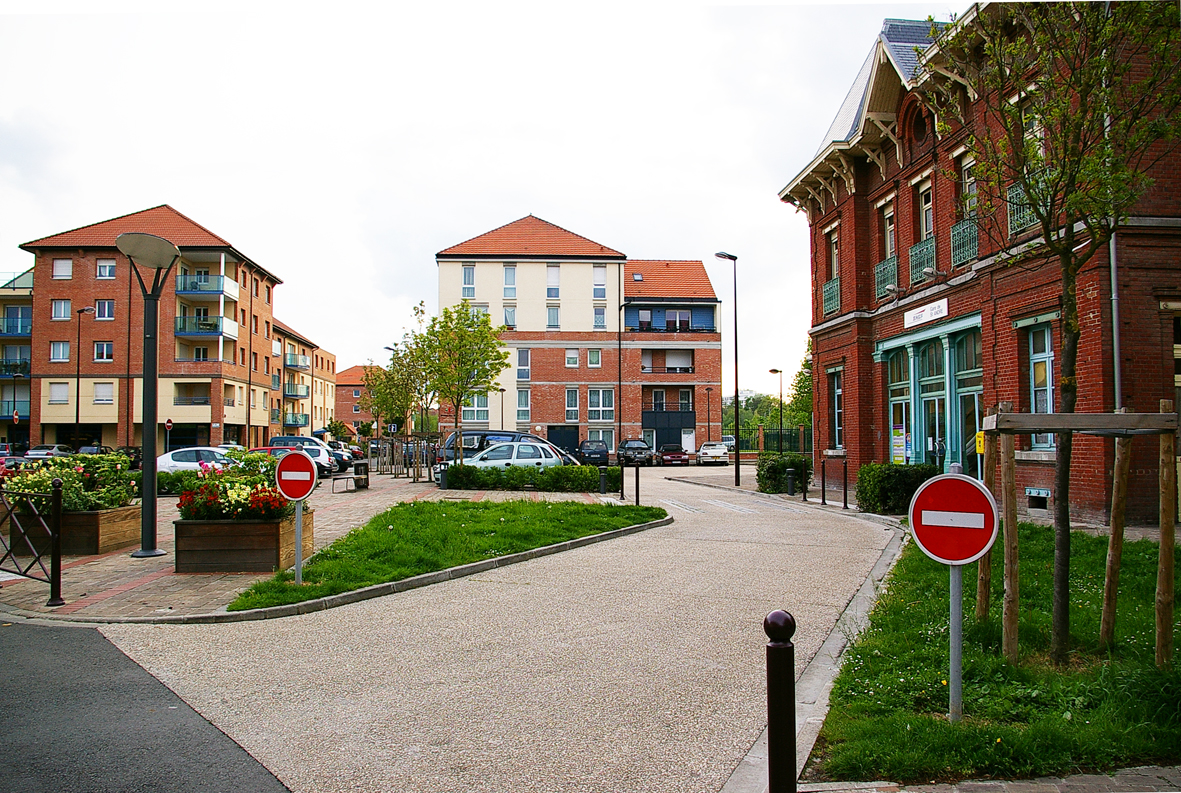
Nouveau quartier autour de la gare, avec les rues nommées d'après Francis Blanche, Lino Ventura ou Michel Audiard.

### Jumelages
- Dormagen (Allemagne)
- Wieliczka (Pologne)
- St Mary's Bay (Kent) (Angleterre)

### Cinéma
- En 1967, André Versini tourna rue de la gare le feuilleton Rue barrée, avec Marlène Jobert.

## Économie
L'entreprise Jean Caby porte le nom du charcutier qui a ouvert sa boutique à Lille en 1919. L'usine de Saint-André ouvre ses portes dix ans plus tard. En 1951, la PME commercialise ses premiers produits sous vide. Son histoire s'achève à l'aube de son centenaire avec sa liquidation judiciaire prononcée le 27 juin 2018 par le tribunal de commerce de Lille Métropole à Tourcoing (Nord).
L'entreprise Dalkia, spécialisée dans les services énergétiques et la production d'énergie décentralisée, est implantée à Saint-André depuis 1940, d'abord sous le nom de Compagnie Générale de Chauffe (CGC), puis sous le nom de Dalkia en 1998 à la suite de la fusion de la CGC avec Esys-Montenay au sein du groupe Vivendi. La commune de Saint-André abrite le siège social de l'entreprise ainsi que la Direction Régionale Nord Ouest. Pendant près d'un demi siècle, la CGC fut historiquement liée au LOSC Lille Association (Lille Olympique Sporting Club), institution emblématique du football français (plusieurs de ses dirigeants ayant été de hauts responsables de la CGC), compte tenu notamment de la situation géographique de l'entreprise (secteur Lille / Lambersart / Saint-André), de sa proximité avec les infrastructures du LOSC de l'époque, mais aussi des relations étroites et du partenariat qu'entretenait la Ville de Lille (alors propriétaire du club) avec la CGC.
Le complexe chimique Kuhlmann - Rhodia s'étendait sur les communes de Saint-André-lez-Lille, La Madeleine et Marquette. Fondé en 1847, il est démantelé en 2005.

Site des usines Kuhlmann
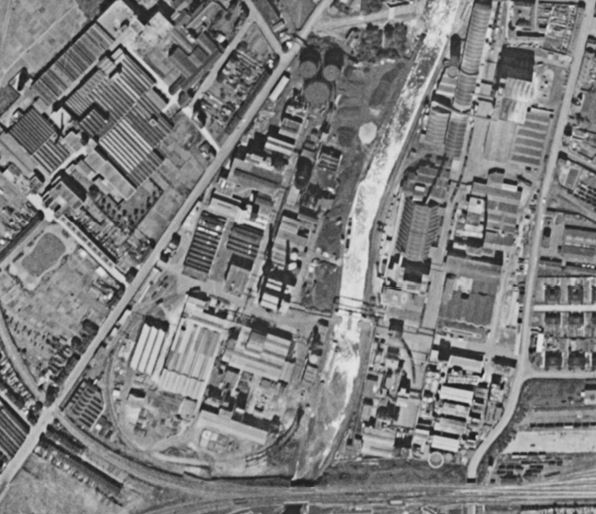
Usines Kulhmann en 1957 (photo aérienne)
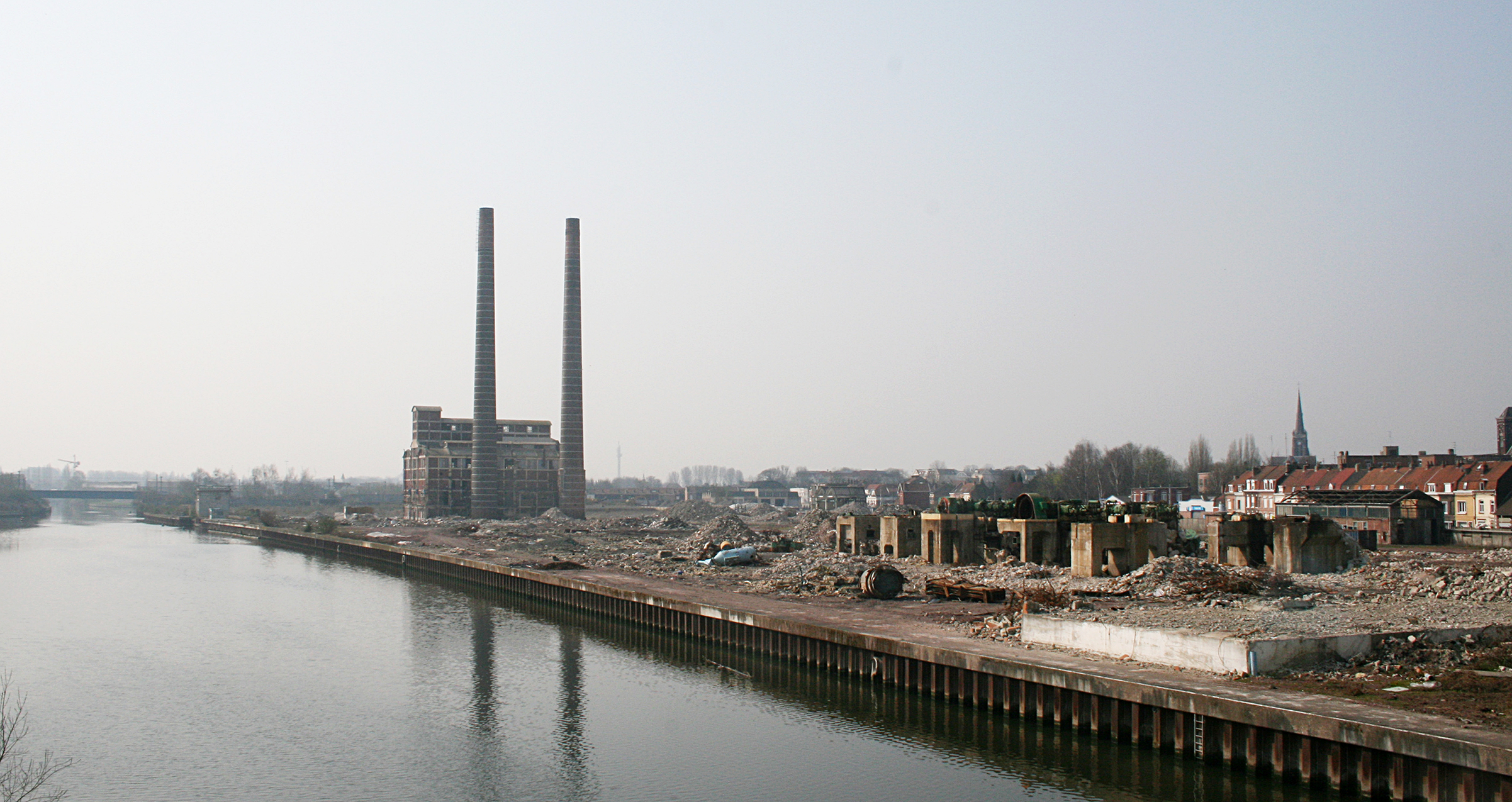
Friches Kuhlmann à St-André en 2007

## Personnalités liées à la commune
- Pierre Werner (1913-2002), homme d'État luxembourgeois et européen, un des pères de la monnaie commune (Euro).
- Isabelle Aubret : chanteuse, née à Lille en 1938, vécut dans la commune voisine de Marquette-lez-Lille, et travailla comme ouvrière bobineuse à la Filature de Saint-André durant 4 ans (de ses 14 ans jusqu'à ses 18 ans).
- Jean Brisy (1924-1991), céramiste sculpteur, né à Saint-André-lez-Lille.
- Jean Fontaine (1936-2021), missionnaire français d'Afrique qui a écrit une série d'ouvrages sur la littérature arabe.
- Thierry Libaert (1959-), Naissance et scolarité à Saint-André-les-Lille, conseiller au Comité économique et social européen.
- Leona Delcourt (1902-1941), danseuse et artiste connue sous le nom de Nadja grâce à André Breton.

## Pour approfondir